# Takayuki Yoshida
Takayuki Yoshida (吉田 孝行 Yoshida Takayuki?), född 14 mars 1977 i Hyōgo prefektur, är en japansk före detta fotbollsspelare.
Yoshida började sin karriär 1995 i Yokohama Flügels. Med Yokohama Flügels vann han japanska cupen 1998. 1999 flyttade han till Yokohama F. Marinos. 2000 flyttade han till Oita Trinita. Han spelade 189 ligamatcher för klubben. Han gick tillbaka till Yokohama F. Marinos 2006. 2008 flyttade han till Vissel Kobe. Han avslutade karriären 2013.